# La Liberté (Allemagne)
Pour les articles homonymes, voir La Liberté (homonymie) et Freiheit (homonymie).
La Liberté (Die Freiheit) est un petit parti politique conservateur allemand. Le nom complet du parti est La Liberté - Parti des Droits Civiques pour plus de Liberté et de Démocratie (Die Freiheit – Bürgerrechtspartei für mehr Freiheit und Demokratie)

## Histoire
Il est fondé à Berlin en octobre 2010 par René Stadtkewitz, lors des débats sur l'immigration entamés par Thilo Sarrazin (SPD), alors membre du conseil d'administration de la Deutsche Bundesbank. Stadtkewitz est expulsé de l'Union chrétienne-démocrate d'Allemagne en 2010 après avoir invité l'homme politique néerlandais controversé Geert Wilders à faire un discours à Berlin. Le parti défend la démocratie directe du modèle suisse, une politique d'immigration et d'intégration plus stricte, et la lutte contre l'« islamisation de l'Allemagne ».
Le parti participe pour la première fois à une élection en 2011, dans le cadre de des élections régionales de 2011 à Berlin, sans toutefois parvenir à obtenir des élus. 
En 2016, le parti déclare que ses objectifs sont largement repris par le parti Alternative pour l'Allemagne (AfD). Ses membres décident alors de sa dissolution.